# Tetracnemus
Tetracnemus är ett släkte av steklar som beskrevs av John Obadiah Westwood 1837. Tetracnemus ingår i familjen sköldlussteklar.

## Dottertaxa tillTetracnemus, i alfabetisk ordning[1][2]
- Tetracnemus americanus
- Tetracnemus ashmeadi
- Tetracnemus australiensis
- Tetracnemus avetianae
- Tetracnemus bakeri
- Tetracnemus bifasciatellus
- Tetracnemus brevicollis
- Tetracnemus cnaeus
- Tetracnemus deccanensis
- Tetracnemus diversicornis
- Tetracnemus floridanus
- Tetracnemus gracilis
- Tetracnemus hemipterus
- Tetracnemus heterocornis
- Tetracnemus heydeni
- Tetracnemus hispanicus
- Tetracnemus kozlovi
- Tetracnemus longipedicellus
- Tetracnemus maculipennis
- Tetracnemus marilandia
- Tetracnemus narendrani
- Tetracnemus patro
- Tetracnemus peliococci
- Tetracnemus peninsularis
- Tetracnemus perspicuus
- Tetracnemus phragmitis
- Tetracnemus simillimus
- Tetracnemus subapterus
- Tetracnemus terminassianae
- Tetracnemus tertius
- Tetracnemus texanus